# Тропик на Рака
 Тази статия е за географското понятие.  За едноименния роман на Хенри Милър вижте Тропик на Рака (роман).  
Тропикът на Рака, или Северният тропик, е един от петте основни паралела от географската мрежа на Земята. Той е най-южният паралел, на който Слънцето може да се намира в зенит. Това явление настъпва по време на лятното слънцестоене, когато северното полукълбо е максимално огряно от Слънцето.
Тропикът на Рака е паралелът, който стои на 23° 26′ 22″ северно от екватора. На север от тази ширина се намират северната субтропична и умерена климатични зони. Аналогичният паралел на юг от екватора се нарича Тропик на Козирога, а областта, ограничена от двата тропика, се нарича тропическа зона.
Тропикът на Рака исторически получава името си от положението на Слънцето, намиращо се в съзвездието Рак по време на лятното слънцестоене. Но следствие на земната прецесия в началото на 21 век Слънцето лежи в съзвездието Близнаци по същото време. Думата „тропик“ от своя страна идва от гръцкото (τρόπος, означаващо „обрат“), тъй като Слънцето обръща посоката на своята най-висока точка след лятното слънцестоене.
Позицията на Тропика на Рака не е постоянна, а варира съгласно сложен закон с течение на времето.

## География
Тропикът на Рака преминава през следните държави:
- САЩ (Хавай) – морска територия, пропускаща островите и минаваща между островите Нихоа и Некер.
- Мексико, северно от Мазатлан
- Бахамски острови
- Западна Сахара (управлявана от Мароко)
- Мавритания
- Мали
- Алжир
- Нигер
- Либия
- Чад – най-северната ѝ точка се определя от Тропика на Рака
- Египет
- Саудитска Арабия
- Обединени арабски емирства
- Оман
- Индия
- Бангладеш
- Мианмар
- Китайска народна република, северно от Гуанджоу
- Република Китай (Тайван)

## Любопитни факти
Според правилата на Световната федерация за аеронавтика за полет, състезаващ се за световен рекорд за скоростна обиколка на Земята, разстоянието, което трябва да се измине, не трябва да е по-малко от дължината на Тропика на Рака, задължително трябва да преминава през всички меридиани и да завършва в точката, където полетът е започнал. Тази дължина е фиксирана на 36787,559 km – число, което не е точно предвид това че Тропикът на Рака варира постоянно.
За обиколно плаване правилата са облекчени и разстоянието, което трябва да се измине, е закръглено на 37 000 km.